# Parque Costa Este
O Parque Costa Leste (Chinês: 东海岸公园; Malaio: Taman Pantai Timur) é um parque costeiro localizado na costa sudeste de Singapura. Foi aberto em 1970, quando o governo tomou posse do terreno ao largo da costa de Katong, que se estende de Changi a Tanjong Rhu.
Os 1.85 km quadrados do Parque Costa Lste,que é o maior em Singapura e está inteiramente construído no terreno tomado.Fazendo com que a natação seja possível. A praia é protegida por quebra-mares, por não haver proteção natural. O parque é facilmente acessível pela Rua de Serviço Parque Costa Este com numerosas saídas junto dos parques de estacionamento do Parque Costa LEste. O lugar tem um espaço amplo de parqueamento com muitos parqueamentos automóveis perto do Parque. O parque é também accessível via transporte público no serviço de autocarros, disponível na Rua de Serviço Parque Costa Este. Passagens subterrâneas ligam o parque às proximidades do  parque habitacional "Marine Parade".
TO parque é um lugar popular para as famílias e os amigos relaxarem e divertirem-se. O parque tem pontos de barbecue, sítios de entretenimento, chaletes, comida e bebida, e zonas para actividades desportivas. Uma pista de ciclismo e uma linha de skate estendem-se ao longo do perímetro do parque, com pelo menos 20 km de distância.

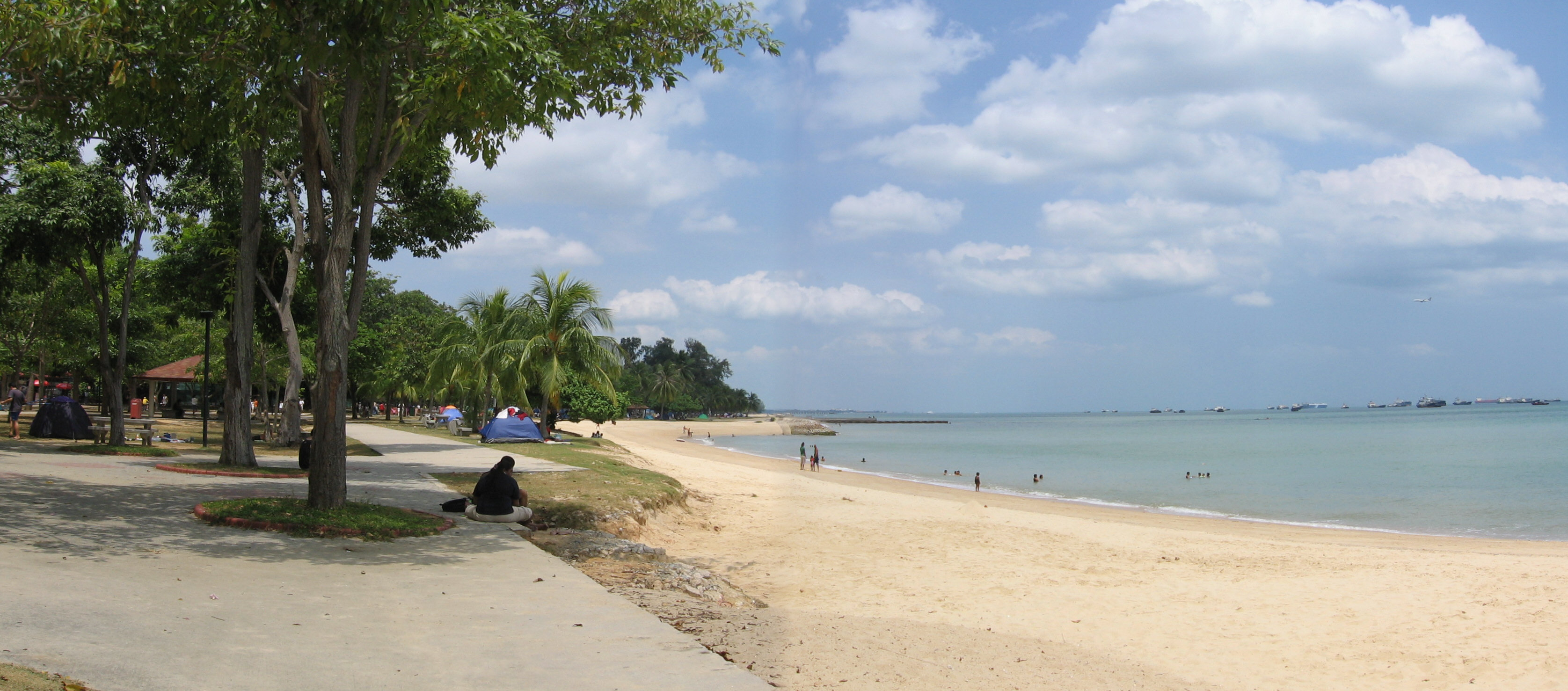
Parque Costa Este

## Atracções
Ilha Resort
Centro de Comida do Mar Costa Este
"Lilipute"
A "Marine Cove" (anteriormente o Centro Recreativo Costa Este)
A "Tigela do Regente"
O Mercado e Restaurante Internacional de Comida do Mar
Centro de Desportos Marítimos
Centro de Ténis de Singapura
Parque de Ski "Ski360º"

## Ilha Resort
O Resort Costa Sands, que é gerido pelo Clube NTUC, cessou operações a 3 de Janeiro de 2006 quando os 30 anos de arrendamento expiraram. A Ilha Resort iniciou operações a 1 de Março 2007, com maior parte das chaletes renovadas.

## Lagoa Costa Este
A Lagoa Costa Este sofreu uma renovação em 2005 sob o plano do Concílio dos Desportos de Singapura para construir um estádio de desportos de águas bravas no Parque Costa Este. O primeiro parque de Ski, o "Ski360º", foi aberto na remodelada Lagoa Costa Este em Janeiro de 2006.

## Centro de Desportos Marítimos Costa Este
O Centro de Desportos Marítimos do Ministério da Educação tem actividades como vela e wind surf. É também conhecido como o Centro Nacional de Vela, gerido pela Federação de Vela de Singapura.

## Centro de Comida da Lagoa Costa Este
O Centro de Comida da Lagoa Costa Este, foi aberto em 1977, e é um a popular centro de vendedores de rua entre os habitantes locais e turistas. Em 2003, o centro de vendedores de rua foi melhorado para dar um look fresco e novo, havendo novos recursos. O arroz de pato na brasa, o satay e a aletria Hwa Kee são os pratos favoritos.

## Centro de Comida Costa Este
O Centro de Comida Costa Este foi aberto ao mesmo tempo do Parque Costa Este, com oito restaurantes a servir comida do mar. Inicialmente tinha o nome de como "UDMC Seafood Centre", o qual mudou dem 2000 para o actual. Pratos favoritos dos locais como o caranguejo picante, o caranguejo com pimenta preta e o Mee Goreng podem ser encontrados aqui. Em 2005, o Centro de Comida do Mar foi melhorado para dar um look moderno, e melhores instalações. Alguns dos novos recursos foram reorganizados, e um número de velhos inquilinos saíram, para novos inquilinos tomarem o seu lugar.

## Marine Cove

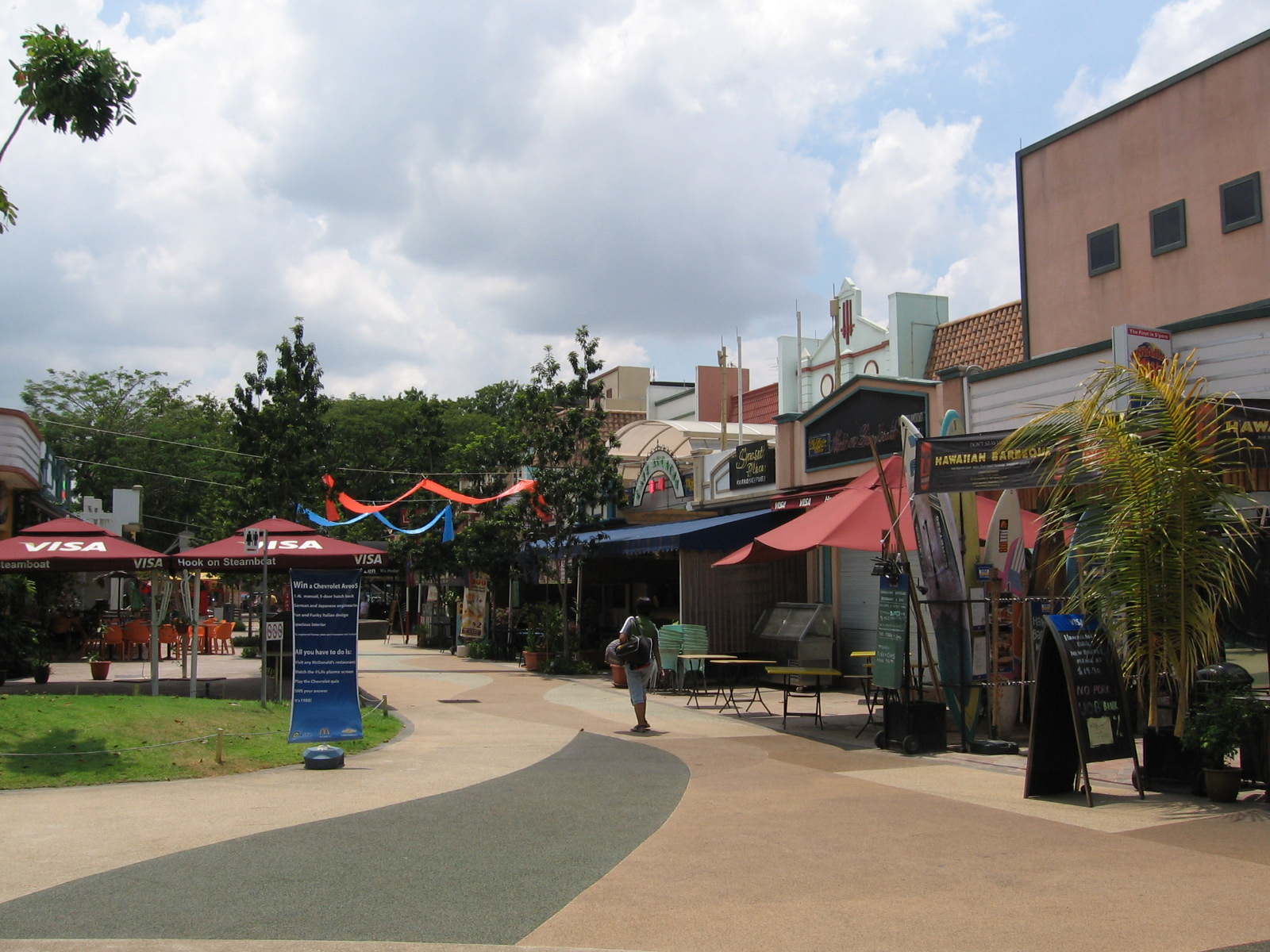
Marine Cove

O "Marine Cove", formalmente conhecido como o Centro Recreativo Costa Este, é um edifício complexo no Parque Costa Este onde muitos cafés, restaurantes e bares se localizam. Também contém um salão de bowling e um salão de bilhar.
O restaurante McDonald's é o único no Parque Costa Este e tem recursos como um "drive thru" e um "skate-thru".

## Erosão do Solo
A 5 de Março de 2006, foi relatado nos meios de comunicação social que certas partes do parque estavam sob efeito de erosão do solo causada por certas áreas de frentes de praia a colapsarem-se. Uma das razões que as autoridades atribuíram foi o aquecimento global que resulta no alto nível do mar, colocando assim a costa mais interior.

## Plano de Concepção do Parque Costa Este
Em Novembro de 2005, a Direcção de Parques Nacionais anunciou que o Parque Costa Este ia ver muitos novos aperfeiçoamentos aos seus acessos, circulações e actividades ao longo dos próximos anos, delineado no Plano de Concepção do Parque Costa Esta proposto pela direcção.
As propostas contidas nos planos que permitiriam aumentar a acessibilidade e a conectividade com o parque incluem os seguintes:
- Desenvolvimento da Ligação Pedestre ao Jardim
- Reforço das entradas subterrâneas existentes
- Conversão dos parques automóveis existentes em parques automóveis cobertos
- Introdução de um Sistema de Movimento de Pessoas no parque

Há também planos para desenvolver um jardim para abarcar as necessidades de todos os grupos etários para a recreação, e um centro de visitantes, que iria servir como um centro de informações e serviços para os utilizadores do parque. Segundo o plano de concepção, o parque oferecerá mais actividades recreativas e benefícios do estilo de vida para desportos outdoor, jogos, lazer e outlets de comida e bebida. Foi proposto que eventos de actividades de fim-de-semana e a "feira da ladra" festiva fossem organizados para dar agitação ao parque.
O plano foi confirmado em 2006.